# Hans-Erik Eriksson
Hans-Erik Eriksson, född 28 november 1921 i Stockholm, död 19 februari 1998 i Hässelby, var en svensk konstnär.
Eriksson studerade konst för Otte Sköld i Stockholm. Separat ställde han ut i Stockholm, Eskilstuna, Kalmar och Mönsterås och han medverkade i ett flertal samlingsutställningar. Bland hans offentliga arbeten märks utsmyckningar i Orsa, Iggesund, Billingsfors, Bromma och Stockholm. Hans konst består av blomsterstilleben och landskapsmålningar ofta från Stockholmstrakten. Han var från 1955 gift med Brita Henriz. Eriksson är begravd på Bromma kyrkogård.